# Исмаев, Каримулла Хуснуллович
Каримулла Хуснуллович Исмаев (тат. Кәримулла Хөснулла улы Исмаев; 24 июня 1898, Старые Карамалы, Богородская волость, Тетюшский уезд, Казанская губерния, Российская империя — 1978) — председатель СНК АТССР (1928—1930). Член ВКП (б) с 1918 года.

## Биография
Родился 24 июня 1898 года в деревне Старые Карамалы (также Большие Кармалы) Богородской волости Тетюшского уезда Казанской губернии (ныне Камско-Устьинского района). Отец, умевший читать и писать по-татарски и по-русски, смог дать начальное образование 6 сыновьям и 2 дочерям. В 1917 году Каримулла окончил русско-татарское училище в городе Тетюши.

## Октябрьская революция
Революцию встретил солдатом царской армии, вскоре став товарищем (заместителем) председателя Революционного солдатского комитета Тетюшского гарнизона. На первом заседании уездного Совета крестьянских и солдатских депутатов выступал за арест и высылку из города комиссара Временного правительства и председателя земской управы.
Когда в июне 1918 года в Тетюшах вспыхнуло восстание против Советов, К. Исмаева назначили комендантом города и начальником уездно-городской милиции. По поручению советов проводил в городе экспроприацию богатых слоев населения. Когда белые чехи взяли Тетюши, тому, кто привел К. Исмаева живым или мертвым, была обещана большая награда.
После освобождения города Красной армией в сентябре 1918 года, К. Исмаев был назначен заведующим мусульманским отделом уездного совета и редактором газеты «Хабарлык». С декабря следователем в ВЧК. В апреле 1919 года, в дни приближения войск Колчака к Казани, вступил в Красную армию.
В 1919—1920 председатель Исполнительного комитета Тетюшского уезда, в 1920—1921 Тетюшского кантона.

## Образование ТАССР
После образования Татарской Автономной ССР (ТАССР), с весны 1921 года, по предложению губкома партии, К. Исмаев переехал в Казань и возглавил татарскую кооперативную организацию. С октября 1923 года в Бухаре, участвовал в организации кооперации в Бухарской народной советской республике.
С марта 1924 заместитель управляющего Казанской областной конторой Государственного банка.
В 1925 управляющий Сарапульским отделением Государственного банка.
С января 1926 года вновь руководитель Татсоюза, возглавляемая им организация быстро стала приносить прибыль: в 1927 году она получила 1 млн рублей чистой прибыли. В 1927 году участвовал в качестве делегата СССР в международном альянсе кооператоров в Стокгольме (Швеция).
12 февраля 1928 года на 4-й сессии ЦИК ТАССР избран председателем Совета Народных Комиссаров ТССР.
11 декабря 1929 года 2-я сессия ЦИК ТАССР приняла предложенный К. Х. Исмаевым «первый пятилетний план Татарской АССР».
В 1935 году окончил Московский энергетический институт.
Был сослан в Алтайский край. Доставлен конвоем в город Печоры. В 1935—1939 заместитель главного инженера, затем главный инженер Зуевской ГРЭС.
В 1940—1961 инженер, начальник электростанции в Коми АССР.
С 1961 года на пенсии.